# Le Mauvais Chemin (film, 1961)
Pour les articles homonymes, voir Le Mauvais Chemin.
Pour plus de détails, voir Fiche technique et Distribution.
Le Mauvais Chemin (La viaccia) est un film italo-français de Mauro Bolognini sorti en 1961.

## Synopsis
Amerigo quitte son village pour Florence afin de travailler chez son oncle. Il rencontre Bianca qui se prostitue dans une maison close. Il est renvoyé par son oncle à qui il a volé de l'argent pour financer sa liaison avec la jeune femme. Amerigo rentre alors dans sa campagne natale. S'ennuyant, il revient à Florence et se fait engager dans le bordel où Bianca travaille afin d'être encore plus proche de sa dulcinée. La jalousie et leurs rapports entraînent le jeune homme vers sa perdition. Il découvre la perfidie de la société.

## Fiche technique
- Titre français : Le Mauvais Chemin
- Titre original : La viaccia
- Titre américain : The Lovemakers
- Réalisation : Mauro Bolognini
- Scénario : Vasco Pratolini, Pasquale Festa Campanile, Massimo Franciosa, d'après le roman L'eredità de Mario Pratesi (it)
- Photographie : Leonida Barboni - Noir et blanc
- Décors : Flavio Mogherini
- Costumes : Piero Tosi
- Musique : Piero Piccioni et Claude Debussy (rhapsodie pour saxophone et orchestre)
- Montage : Nino Baragli
- Production : Alfredo Bini, Lionello Santi, Goffredo Lombardo
- Sociétés de production : Arco Film, Galatea, Titanus, Société générale cinématographique
- Pays d'origine :  Italie et  France
- Année de production : 1960
- Durée : 106 minutes
- Genre : drame
- Dates de sortie :
  - France : 15 mai 1961 (première mondiale au Festival de Cannes) ; 13 juin 1961 (sortie nationale) ; 2 décembre 2009 (reprise)
  - Italie : 28 septembre 1961 (Rome) ; 18 octobre 1961 (Milan) ; 3 novembre 1961 (Turin)
- (fr) Mention CNC[1] : tous publics (visa d'exploitation no 25008 délivré le 15 juin 2022)[note 1]

## Distribution
- Jean-Paul Belmondo (VF : lui-même) : Amerigo Casamonti
- Claudia Cardinale : Bianca
- Pietro Germi (VF : Roger Rudel) : Stefano, le père d'Amerigo
- Emma Baron : Giovanna, la mère d'Amerigo
- Paul Frankeur : Ferdinando
- Romolo Valli (VF : Michel Gudin) : Dante
- Paola Pitagora : Anna la compagne de Dante
- Gabriella Pallotta (VF : Jeanine Freson) : Carmelinda
- Gina Sanmarco (VF : Marie Francey) : la tenancière de la maison close
- Marcella Valeri (VF : Lita Recio) : Beppa
- Renzo Palmer
- Giuseppe Tosi (VF : Louis Arbessier) : grand pere Casamonti
- Ada Passeri  : la caissiere du bordel
- Emilia Moghetti : Serafina la femme de chambre
- Olimpia Cavalli : une prostituée
- Dante Posani : Gustavo le fils de Beppa
- Franco Balducci : l'adjudant
- Claudio Biava : Arlecchino

## Autour du film

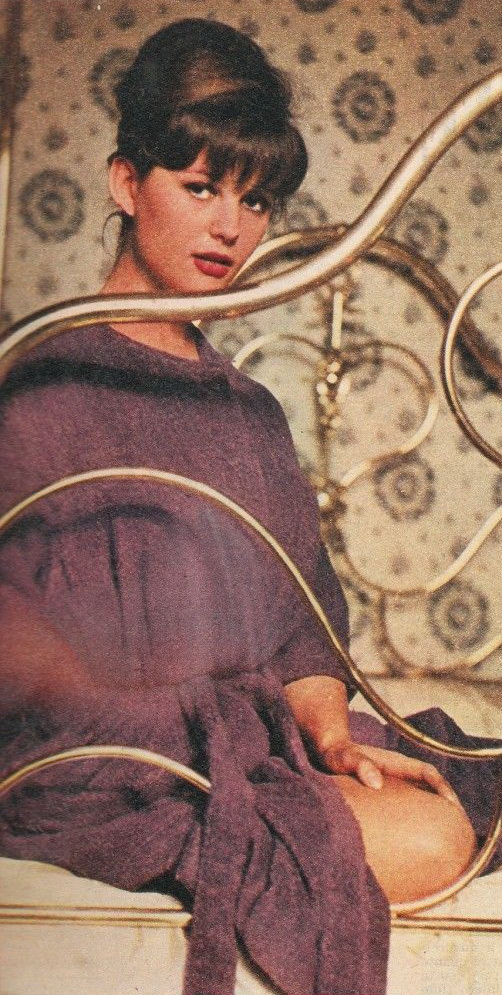
L'actrice principale Claudia Cardinale, posant pour le magazine italien Tempo N. 4, l'année de sortie du film.

La Viaccia foisonne de réminiscences littéraires : Maupassant, Zola, les Goncourt… « Il y a de toute façon dans la recréation de la campagne et de la Florence fin de siècle une sorte de point de départ d'un itinéraire de la mémoire. »
Dans le film, « le sens du conflit entre la ville et la campagne — qui dans L'eredità de Mario Pratesi (it) sera le conflit entre la désagrégation d'une famille patriarcale et l'apparition d'une nouvelle classe (…), porteuse d'une nouvelle moralité —, offre déjà les termes de l'affrontement entre les structures d'un passé à transformer et le visage d'une société contemporaine avide jusqu'au vol », écrit Gian Piero Brunetta.
Dans la reconstruction d'un univers conflictuel, Mauro Bolognini opère une récupération du passé incontestablement liée à sa propre expérience biographique. La Toscane de ses origines deviendra, dès lors, « l'épicentre de son attention figurative ».
La Viaccia représente, de surcroît, une remarquable réussite plastique : « L'opérateur Leonida Barboni et le décorateur Piero Tosi, éminent collaborateur de Luchino Visconti, ont su préparer pour Bolognini d'admirables cadres », note Freddy Buache.
Toutefois, Bolognini, souvent taxé de formalisme, avertit le spectateur : « De manière générale, je crois que mes recherches formelles ne constituent jamais un but en soi. Quand je tourne à Florence ou à Rome, je cherche toujours, dans ces rues, dans ces costumes, la vie (…). Tosi a travaillé à la véracité des costumes en allant fouiller dans les coffres des paysans et en prenant toutes sortes de vêtements. »